# エリック・キャンベル (野球)
エリック・シングルトン・キャンベル（Eric Singleton Campbell, 1987年4月9日 - ）は、アメリカ合衆国コネチカット州ノーウィッチ出身の元プロ野球選手（内野手、外野手）。右投右打。

## 経歴

### プロ入りとメッツ時代

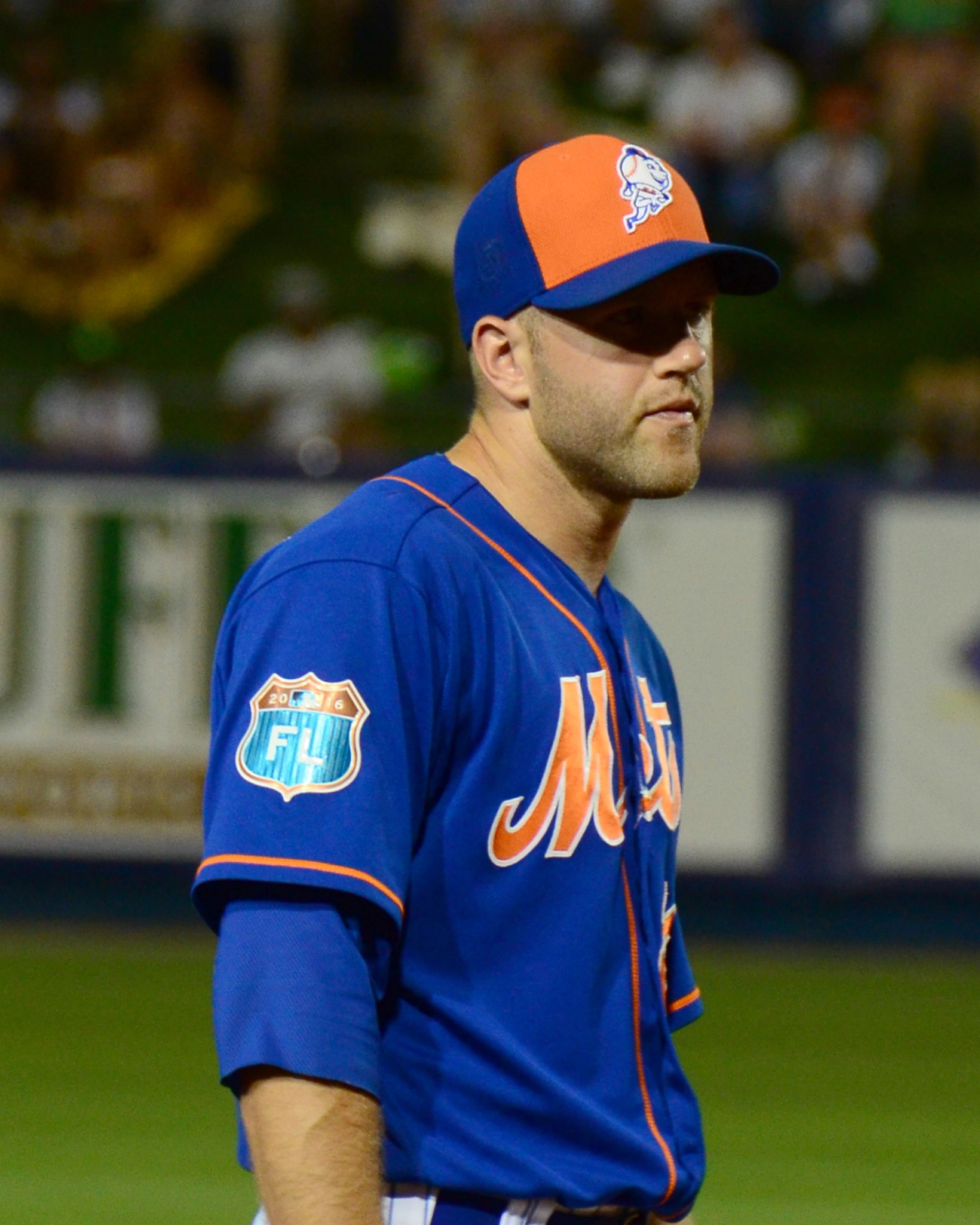
ニューヨーク・メッツ時代
(2016年)

2008年のMLBドラフト8巡目（全体254位）でニューヨーク・メッツから指名され、プロ入り。契約後、傘下のA-級ブルックリン・サイクロンズでプロデビュー。66試合に出場して打率.260、4本塁打、28打点、1盗塁を記録した。
2009年には、A級サバンナ・サンドナッツで、公式戦95試合に出場。打率.248、5本塁打、47打点、6盗塁を記録した。9月2日にA+級セントルーシー・メッツへ昇格すると、公式戦7試合に出場した。
2010年には、ルーキー級ガルフ・コーストリーグ・メッツ、A+級セントルーシー、AA級ビンガムトン・メッツでプレー。AA級ビンガムトンでは50試合に出場して打率.279、6本塁打、30打点、1盗塁を記録した。
2011年はAA級ビンガムトンでプレーし、126試合に出場して打率.247、4本塁打、46打点、6盗塁を記録した。
2012年もAA級ビンガムトンでプレーし、115試合に出場して打率.297、9本塁打、50打点、10盗塁を記録した。
2013年はAAA級ラスベガス・フィフティワンズでプレーし、120試合に出場して打率.314、8本塁打、66打点、12盗塁を記録した。
2014年には、AAA級ラスベガスで開幕から33試合に出場。打率.355、3本塁打、24打点、3盗塁という成績を残した。5月10日には、メッツとのメジャー契約締結を経てフィラデルフィア・フィリーズ戦でMLB公式戦にデビュー。6回裏に代打として出場すると、犠牲フライでMLB公式戦初打点を記録した。MLB公式戦全体では、85試合の出場で、打率.263、3本塁打、16打点、3盗塁を記録。内外野をこなせるユーティリティープレイヤーとして、左翼手20試合で無失策・DRS0、三塁手19試合で1失策・守備率.971・DRS0、一塁手18試合で1失策・守備率.992・DRS + 1、右翼手3試合で無失策・DRS + 1という成績を残した。またこの年に松坂大輔とはチームメイトとなるが、松坂の渡米後初登板である2007年のエキシビジョンゲームで、ボストンカレッジの「9番・三塁手」として先発出場していた（松坂が2回で降板したため対戦はなし）。
2015年には、メッツ屈指の人気選手であるデビッド・ライトが故障で戦線を離脱したことを背景に、三塁手としてMLB公式戦へ起用される機会が増加。公式戦71試合に出場すると、前年と同じ3本の本塁打を記録する一方で、打点や盗塁で自己記録を更新した。また、打率.197ながら出塁率.312を記録するなど、選球眼の高さを発揮。守備面では、48試合で三塁を守ったものの、8失策、守備率.921、DRS -3と振るわなかった。その一方で、AAA級ラスベガスの公式戦では、33試合の出場ながら.363という高打率を残している。
2016年には、MLB公式戦40試合に出場したが、打率.173、1本塁打、9打点と低迷。その一方で、83試合に出場したAAA級ラスベガスの公式戦では、打率.301、7本塁打を記録した。オフの11月1日に40人枠から外れてマイナー契約でAAA級ラスベガスに降格し、7日にFAとなった。

### 阪神時代
2016年12月2日にNPBの阪神タイガースと1年契約を結んだ。三塁手としての起用を想定した契約で、背番号は29。推定年俸は7,000万円。
2017年には、スローペースで調整していた春季キャンプ終盤の紅白戦で打席に立った際に、空振りで左手首を負傷。後の診察で腱鞘炎の発症が判明したことを受けて、オープン戦の期間中から患部のリハビリを優先していた。公式戦開幕後の4月12日からウエスタン・リーグ公式戦8試合に出場すると、本塁打こそ出なかったものの、一塁手や左翼手にも起用されながら打率.261を記録。4月25日の対横浜DeNAベイスターズ戦（阪神甲子園球場）8回裏に、代打で一軍デビューを果たした。2日後（4月27日）の同カードに「5番・一塁手」として初めてスタメンに起用されると、3回裏の第2打席で一軍初安打、7回裏の第4打席に打った適時打で一軍初打点を記録している。その後はチーム事情で出場の機会がほぼ代打に限られたため、自身の希望で昼に阪神鳴尾浜球場でのウエスタン・リーグ公式戦へ出場してから、夜に甲子園で一軍の公式戦へ臨むこともあった。しかし、5月25日の読売ジャイアンツ戦（甲子園）に「6番・三塁手」としてスタメンに起用されると、一軍公式戦での初本塁打と適時二塁打で3打点を挙げてチームを勝利に導いた。だが以降は25打席連続無安打を喫するなど打撃が振るわず、6月7日に出場選手登録を抹消。さらに、この事態を重く見た球団がジェイソン・ロジャースを獲得した7月以降は、一軍に復帰できなかった。後にロジャースも二軍へ降格したため、9月28日にウエスタン・リーグの最終戦（甲子園での対広島東洋カープ戦）へロジャースと共にスタメンで出場すると、一軍のレギュラーシーズン終了を待たずにアメリカへ帰国した。オフの11月30日、日本野球機構に提出する保留者名簿が期限を迎え、ルイス・メンドーサ、ロジャース、ロマン・メンデス、キャンベルの4選手が退団になった。12月2日、自由契約公示された。

### マーリンズ傘下時代
2018年はマイアミ・マーリンズとマイナー契約を結び、招待選手としてメジャーのスプリングトレーニングに参加した。シーズンでは傘下のAAA級ニューオーリンズ・ベビーケークスでプレーし、95試合に出場して打率.313、6本塁打、68打点、8盗塁を記録した。オフの11月2日にFAとなった。

### アスレチックス傘下時代
2019年1月24日にオークランド・アスレチックスとマイナー契約を結び、スプリングトレーニングに招待選手として参加することになった。シーズンでは傘下のAAA級ラスベガス・アビエイターズでプレーし、94試合に出場して打率.276、16本塁打、65打点、6盗塁を記録した。オフの11月25日に再びアスレチックスとマイナー契約を結び、2020年のスプリングトレーニングに招待選手として参加することになった。2020年12月2日にFAとなった。

### マリナーズ時代
2021年より、現役を引退してアメリカ北東部の大学野球サマーリーグであるフューチャーズ・カレッジエイト・ベースボール・リーグに所属するノーウィッチ・シーユニコーンズの監督に就任したが、5月に現役復帰を発表してシアトル・マリナーズとマイナー契約を結び、同月21日にメジャー契約を結んでアクティブ・ロースター入りした。5月31日に傘下のAAA級タコマ・レイニアーズへ降格し、6月2日に40人枠から外れてマイナー契約となった（そのままAAA級タコマに所属。）。その後、複数回の負傷者リスト入りを経て、同年7月28日に再び引退した。

## 選手としての特徴
AAA級では、2013年から4シーズン続けて3割台の打率を記録している。守備面では、マイナーリーグ時代に、捕手と中堅手以外のポジションで公式戦に出場した経験をもつ。2014年から2016年までのMLB公式戦には、三塁手として通算74試合、一塁手として44試合、左翼手として26試合、右翼手として3試合、二塁手・遊撃手として2試合ずつ起用。さらに、シーズンを通じてラスベガスに所属していた2013年には、投手としてAAA級の公式戦1試合に登板している。

## 人物
14世紀のスコットランド国王ロバート1世の遠い血縁に当たるとする説があるが、キャンベル自身は否定している。

## 詳細情報

### 年度別打撃成績
| 年 度    | 球 団    | 試 合 | 打 席 | 打 数 | 得 点 | 安 打 | 二 塁 打 | 三 塁 打 | 本 塁 打 | 塁 打 | 打 点 | 盗 塁 | 盗 塁 死 | 犠 打 | 犠 飛 | 四 球 | 敬 遠 | 死 球 | 三 振 | 併 殺 打 | 打 率 | 出 塁 率 | 長 打 率 | O P S |
| -------- | -------- | ----- | ----- | ----- | ----- | ----- | -------- | -------- | -------- | ----- | ----- | ----- | -------- | ----- | ----- | ----- | ----- | ----- | ----- | -------- | ----- | -------- | -------- | ----- |
| 2014     | NYM      | 85    | 211   | 190   | 16    | 50    | 9        | 0        | 3        | 68    | 16    | 3     | 0        | 0     | 3     | 17    | 0     | 1     | 55    | 5        | .263  | .322     | .358     | .680  |
| 2015     | NYM      | 71    | 206   | 173   | 28    | 34    | 8        | 0        | 3        | 51    | 19    | 5     | 3        | 1     | 2     | 26    | 1     | 4     | 37    | 11       | .197  | .312     | .295     | .607  |
| 2016     | NYM      | 40    | 88    | 75    | 9     | 13    | 1        | 0        | 1        | 17    | 9     | 1     | 0        | 0     | 1     | 10    | 1     | 2     | 24    | 2        | .173  | .284     | .227     | .511  |
| 2017     | 阪神     | 21    | 54    | 47    | 5     | 9     | 2        | 0        | 1        | 14    | 5     | 0     | 0        | 0     | 0     | 7     | 0     | 0     | 17    | 2        | .191  | .296     | .298     | .594  |
| 2021     | SEA      | 4     | 12    | 11    | 1     | 3     | 0        | 0        | 0        | 3     | 0     | 0     | 0        | 0     | 0     | 1     | 0     | 0     | 1     | 0        | .273  | .333     | .273     | .606  |
| MLB：4年 | MLB：4年 | 200   | 517   | 449   | 54    | 100   | 18       | 0        | 7        | 139   | 44    | 9     | 3        | 1     | 6     | 54    | 2     | 7     | 117   | 18       | .223  | .312     | .310     | .622  |
| NPB：1年 | NPB：1年 | 21    | 54    | 47    | 5     | 9     | 2        | 0        | 1        | 14    | 5     | 0     | 0        | 0     | 0     | 7     | 0     | 0     | 17    | 2        | .191  | .296     | .298     | .594  |

- 2021年度シーズン終了時

### 年度別守備成績
内野守備
| 年 度 | 球 団 | 一塁  | 一塁  | 一塁  | 一塁  | 一塁  | 一塁     | 二塁  | 二塁  | 二塁  | 二塁  | 二塁  | 二塁     | 三塁  | 三塁  | 三塁  | 三塁  | 三塁  | 三塁     | 遊撃  | 遊撃  | 遊撃  | 遊撃  | 遊撃  | 遊撃     |
| 年 度 | 球 団 | 試 合 | 刺 殺 | 補 殺 | 失 策 | 併 殺 | 守 備 率 | 試 合 | 刺 殺 | 補 殺 | 失 策 | 併 殺 | 守 備 率 | 試 合 | 刺 殺 | 補 殺 | 失 策 | 併 殺 | 守 備 率 | 試 合 | 刺 殺 | 補 殺 | 失 策 | 併 殺 | 守 備 率 |
| ----- | ----- | ----- | ----- | ----- | ----- | ----- | -------- | ----- | ----- | ----- | ----- | ----- | -------- | ----- | ----- | ----- | ----- | ----- | -------- | ----- | ----- | ----- | ----- | ----- | -------- |
| 2014  | NYM   | 18    | 125   | 5     | 1     | 15    | .992     | 1     | 3     | 3     | 0     | 2     | 1.000    | 19    | 5     | 28    | 1     | 3     | .971     | 2     | 1     | 1     | 0     | 0     | 1.000    |
| 2015  | NYM   | 5     | 30    | 3     | 0     | 4     | 1.000    | -     | -     | -     | -     | -     | -        | 48    | 28    | 65    | 8     | 5     | .921     | -     | -     | -     | -     | -     | -        |
| 2016  | NYM   | 21    | 114   | 12    | 1     | 11    | .992     | 1     | 1     | 0     | 0     | 0     | 1.000    | 7     | 2     | 6     | 0     | 0     | 1.000    | -     | -     | -     | -     | -     | -        |
| 2017  | 阪神  | 5     | 34    | 2     | 1     | 4     | .973     | -     | -     | -     | -     | -     | -        | 7     | 3     | 7     | 2     | 1     | .833     | -     | -     | -     | -     | -     | -        |
| MLB   | MLB   | 44    | 269   | 20    | 2     | 30    | .993     | 2     | 4     | 3     | 0     | 2     | 1.000    | 74    | 35    | 99    | 9     | 8     | .937     | 2     | 1     | 1     | 0     | 0     | 1.000    |
| NPB   | NPB   | 5     | 34    | 2     | 1     | 4     | .973     | -     | -     | -     | -     | -     | -        | 7     | 3     | 7     | 2     | 1     | .833     | -     | -     | -     | -     | -     | -        |

外野守備
| 年 度 | 球 団 | 左翼  | 左翼  | 左翼  | 左翼  | 左翼  | 左翼     | 右翼  | 右翼  | 右翼  | 右翼  | 右翼  | 右翼     |
| 年 度 | 球 団 | 試 合 | 刺 殺 | 補 殺 | 失 策 | 併 殺 | 守 備 率 | 試 合 | 刺 殺 | 補 殺 | 失 策 | 併 殺 | 守 備 率 |
| ----- | ----- | ----- | ----- | ----- | ----- | ----- | -------- | ----- | ----- | ----- | ----- | ----- | -------- |
| 2014  | NYM   | 20    | 18    | 2     | 0     | 1     | 1.000    | 3     | 6     | 0     | 0     | 0     | 1.000    |
| 2015  | NYM   | 4     | 8     | 1     | 0     | 0     | 1.000    | -     | -     | -     | -     | -     | -        |
| 2016  | NYM   | 2     | 2     | 0     | 0     | 0     | 1.000    | -     | -     | -     | -     | -     | -        |
| MLB   | MLB   | 26    | 28    | 3     | 0     | 1     | 1.000    | 3     | 6     | 0     | 0     | 0     | 1.000    |

- 2020年度シーズン終了時

### 記録
NPB
- 初出場：2017年4月25日、対横浜DeNAベイスターズ3回戦（阪神甲子園球場）、8回裏に岩崎優の代打として出場
- 初打席：同上、三上朋也から二塁ゴロ
- 初先発出場：2017年4月27日、対横浜DeNAベイスターズ4回戦（阪神甲子園球場）、5番・一塁手として先発出場
- 初安打：同上、3回裏に井納翔一から左前安打
- 初打点：同上、7回裏に田中健二朗から左前適時安打
- 初本塁打：2017年5月25日、対読売ジャイアンツ10回戦（阪神甲子園球場）、1回裏に大竹寛から中越2ラン

### 背番号
- 29（2014年 - 2017年）
- 5（2021年）

### 登場曲
- 「I'm a Ramblin' Man」Waylon Jennings（2017年）